# Poecilopsis similis
Poecilopsis similis là một loài bướm đêm trong họ Geometridae.